# 海底生物界
海底生物界是与水域基底相连的生活区域，可分为滨海海底生物界（光线可透射的，夏季温暖的水域底层）和深海海底生物界（暗的，冷的水域底层）。在海底生物界栖息的生物称为海底生物。